# Kinetikus művészet

George Rickey
Négy négyzet a négyzet
Berlin (1969)

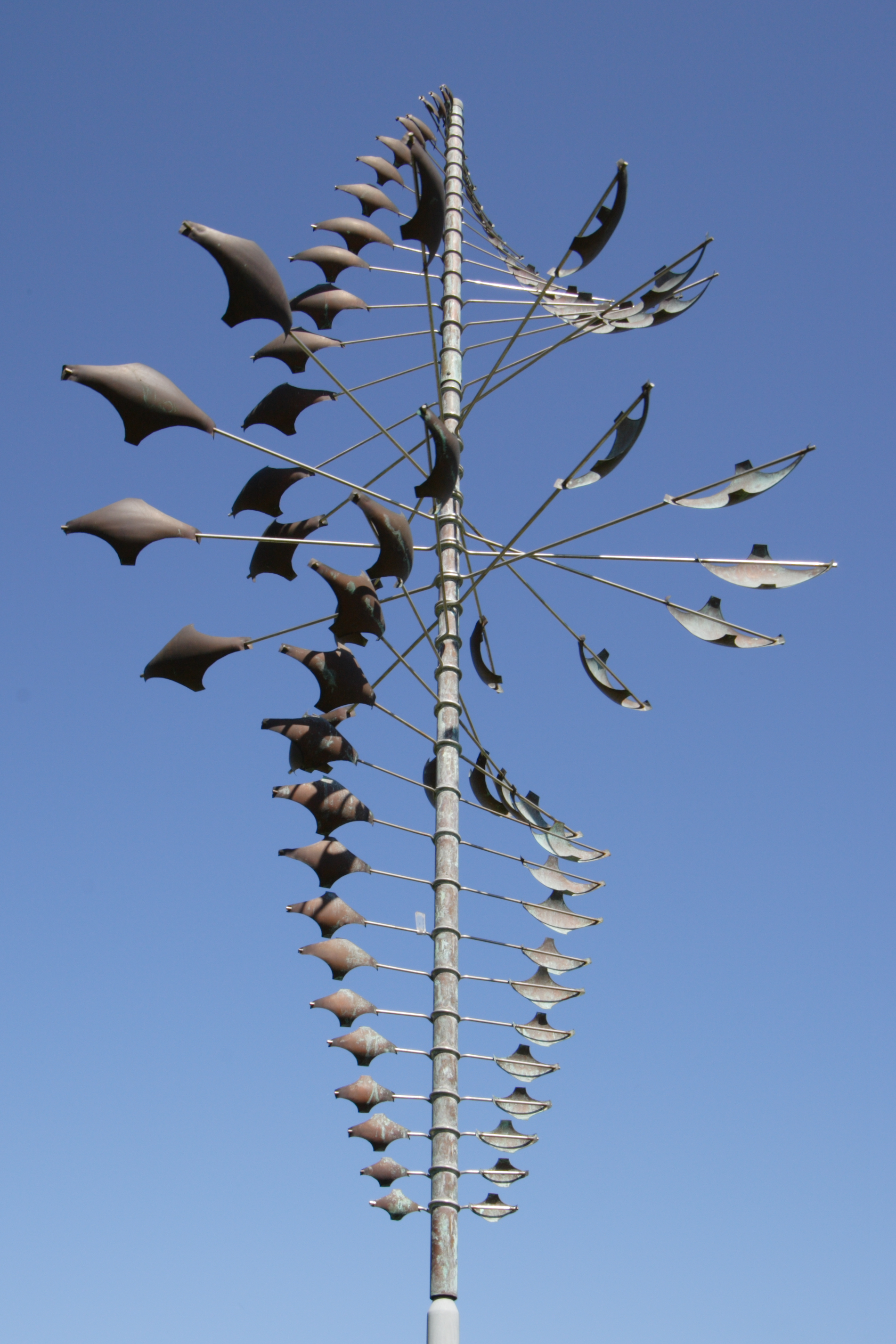
Ringlispíl, Lyman Whitaker

Kinetikus művészet – a kinetizmus kifejezés eredete görög szó: kineo, jelentése mozgatok. A modern képzőművészetben az Op-arttal rokonságot mutató nemzetközi művészeti áramlat jelölése. Jellemzője a felfokozott mozgásillúzió mechanikusan, elektronikusan vagy mágnesesen mozgatott konstrukciók segítségével, amelyeket zenei-, beszéd- és egyéb hangok vagy fényeffektusok (is) kísér(het)nek.

## Előzmények
A kinetikus művészet közvetlen előzményének tekintik Marcel Duchamp rotoreliefjeit, Alexander Calder mobiljait, Moholy-Nagy László fénykinetikáját, továbbá Naum Gabo és Nikolaus Pevsner konstruktivista kísérleteit. A kinetizmus, azaz a mozgás alkalmazása a 20. századi képzőművészetben tűnt fel tudatos alkotói szándékkal.
Korábban is alkottak „mobil” szobrokat, ismert Leonardo da Vinci munkássága, ő tanulmányozta a repülőszerkezeteket, nagyon sok mechanikusan mozgó dologgal kísérletezett, dobgépeket készített, a francia királyt lépegetve járó, száját kitátó oroszlánnal örvendeztette meg. Gondoljunk William Turner 1844-ben megjelent, megkésve híressé vált képére, amely a vonatot ábrázolja esőben, gőzben és sebességben, talán ez az első vonatábrázolás a képzőművészet történetében, találó a kép címének magyar fordítása Eső, gőz és sebesség (Rain, Steam and Speed). A szobrászatban a mozgás tudatos alkalmazására a 2. világháború után, a neoavantgárd törekvések közepette került sor. A konstruktivista művészetből kinövő kinetizmusnak éppen a kalocsai származású Nicolas Schöffer volt az egyik elindítója.

## 1950 óta
A Schöffer-féle kinetikus művészet leginkább a mérnöki világképet és a tudomány mindenhatóságába vetett hitet tükrözi, de a környezet fény- és mozgásviszonyai is befolyásolják, ugyanezek vonatkoznak fő vonalakban Haraszty kinetikus szerkezeteire is. A kinetikus művészet Nyugat-Európában és Dél-Amerikában hódított teret, híressé vált a német Zero és a francia GRAV (Groupe de Recherche d'Art Visuel) csoport. Személy szerint többek közt Takis, Adolf Luther, Pol Bury és hazánkban Harasztÿ István, Galántai György, Lois Viktor.
A kinetikus művészet másik szárnya a dadaizmusból, a szürrealizmusból és a vasszobrászat (Julio Gonzalez, David Smith és Alexander Calder) táplálkozott az 1950-es évek végén. Ezen áramlatot gyakran mobilszobrászatnak nevezik. A mobilszobrászat terén a francia Jean Tinguely munkái találtak követőkre, Tinguely a francia Új realizmus fémszobrászai (Arman, Cesar és Tinguely) közül való.
Az ipari, technikai fejlődés mindenhatóságában való hit ellenreakciójaként Tinguely iróniával kezelte a gépeket. New York tiszteletére (1960) című gigantikus méretű mobilját nagy mennyiségű Fémekhulladék felhasználásával készítette, e mobilt tizenöt motor mozgatta, amelyek darabokra zúzták és szétégették magát az alkotmányt. A mű bemutatójának egy művészetben járatlan tűzoltó vetett véget, aki tűzoltási akciója révén a művész alkotótársává vált.
A hazai kinetikus fémszobrászatot Z. Gács György munkásságára alapozva a Harasztÿ István, Galántai György, Lois Viktor hármas munkálkodása jelzi, de az 1960-as és 1970-es évek során csatlakozott még ebbe az irányba Megyeri Barna, Csutoros Sándor, az 1980-as években Kígyós Sándor készített mozgó függőplasztikákat.
Galántai György fémszobrai ready made-ből és a talpazatból egyberakott, Közép-Európa hagyományaihoz kötődő konceptuális mobilok. Rendszerint emberi energiával működnek vagy inkább stabilak, nem mozognak. Harasztÿ István mobiljai viszont rendeltetésszerűen működnek, ironikus módon a „Császár” parancsával ellentétesen, az irónia gyakran üde humorral vegyül, nagyon profi, mindent saját maga csinál. Számos híres szerkezete van, köztük Acélmosoly, Fügemagozó, Agyágyú.

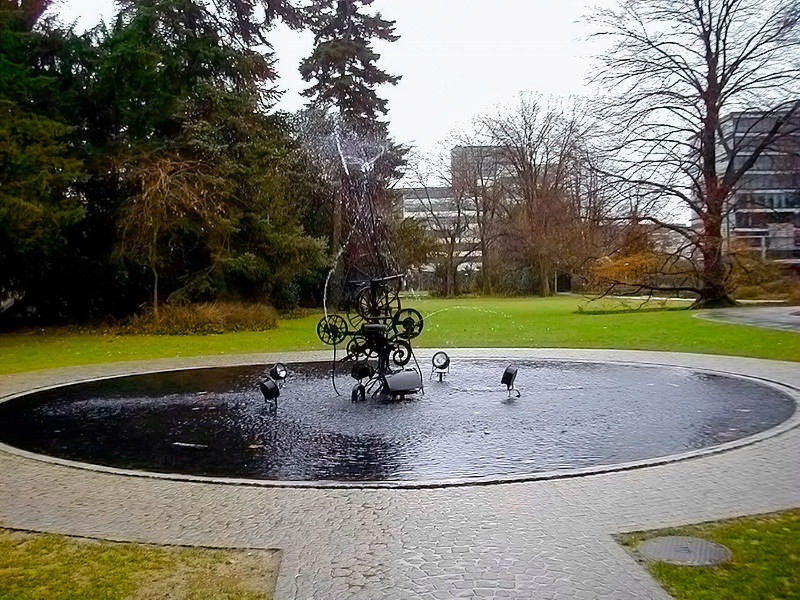
Tinguely kút a báseli Tinguely Múzeum előtt

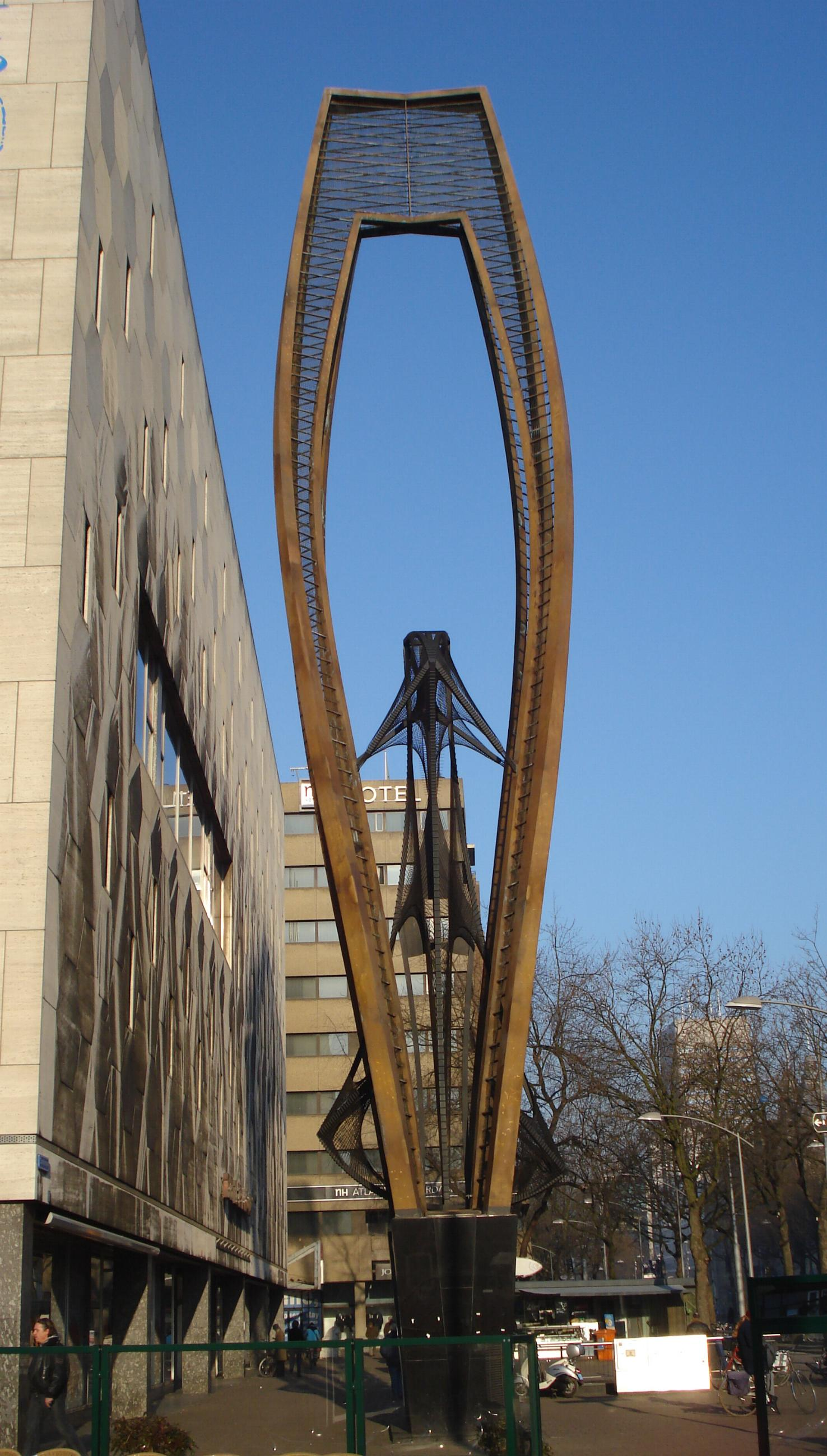
Stilizált virág, Naum Gabo szobra Rotterdam központjában

Lois Viktor életműve szorosabban fejlődött ki a dada, szürrealista, vasszobrászat nyomvonalon, az 1980-as években kezdett motorral hajtott mobilokat készíteni, melyek közül jellegzetesek a Futok ide, futok oda, nem találom a helyem, Erőfitogtató mobil, Szélgépek. Külön foglalkozott a bútorokkal, a közlekedési eszközökkel, és belevágott egy gigantikus hangszerprogramba, melynek fémhangszerei önálló objektek, s ugyanezek funkcionális hangkeltő eszközök is.

## Néhány kinetikus művész
- Yaacov Agam
- Arman
- Daniel Buren
- Alexander Calder
- Marcel Duchamp
- Naum Gabo
- Galántai György
- Harasztÿ István
- Theo Jansen
- Kígyós Sándor
- Gyula Kosice
- Lois Viktor
- Megyeri Barna
- Moholy-Nagy László
- Nicolas Schöffer
- Eusebio Sempere
- Szandai Sándor
- Jean Tinguely